# Ocaria arcula
Ocaria arcula is een vlinder uit de familie van de Lycaenidae. De wetenschappelijke naam van de soort werd als Thecla arcula in 1907 gepubliceerd door Hamilton Herbert Druce.